# 細貝萌
細貝 萌（ほそがい はじめ、1986年6月10日 - ）は、群馬県前橋市出身の元プロサッカー選手。現役時代のポジションはミッドフィールダー（ディフェンシブハーフ）、ディフェンダー（サイドバック）。元日本代表。
妻は元ファッションモデルの中村明花で、自身の30歳の誕生日である2016年6月10日に長女が誕生している。

## 来歴

### 浦和レッズ
前橋育英高等学校時代は背番号10をつけトップ下を本職としていた。高校卒業後の2005年、前年に特別指定選手として加入していた浦和レッズに加入。デビュー1年目のシーズンは天皇杯 JFA 全日本サッカー選手権大会でセンターバックとして出場した際、安定した守りを見せた。U-22日本代表では右サイドバックでもプレーし、新境地を開いている。ブッフバルト監督体制下においては主にセンターバック、オジェック監督体制下においてはセンターバックやサイドバック、ウイングバックで、エンゲルス監督体制下では本職のボランチで起用された。フィンケ監督就任後は、本職である堤俊輔が負傷した影響もあり、左サイドバックとして起用されていたが、2010年は堤の復帰と宇賀神友弥の加入で同ポジションにある程度の人員が揃ったこともあり、キャンプや練習試合でもボランチで固定され、Jリーグ第1節・鹿島アントラーズ戦ではキャプテンの鈴木啓太を押しのける形で先発出場を果たした。これ以降もボランチとしてレギュラーポジションを確保し、前年までと同様にチーム事情や試合展開によってはサイドバックを務めることもあった。

### FCアウクスブルク
2010年12月22日、ブンデスリーガ1部の強豪バイエル・レバークーゼンと2013年6月末までの複数年契約で完全移籍し、移籍後2012年6月末まではブンデスリーガ2部のFCアウクスブルクへレンタル移籍する事が決定した。
2011年2月19日、TSV1860ミュンヘン戦に途中出場しデビュー。同年3月19日、SCロートヴァイス・オーバーハウゼン戦で初先発した。3月10日のブログで、元ファッションモデルの中村明花と3月3日に入籍したことを発表し、2015シーズン終了後に結婚式を行った。
2011-12シーズン、1部昇格を果たしたアウクスブルクは常に残留争いの渦中に立たされるも、自身はレギュラーとして定着し、9月9日の第5節・レバークーゼン戦でブンデスリーガ初得点を決めた。2012年3月10日、第25節・ボルシア・ドルトムント戦では、首位を走るドルトムントの中心選手である香川真司を激しいマンマークで抑える活躍を見せこの節のベストイレブンに選ばれた。最終的に2011-12シーズンのブンデスリーガに所属する日本人選手では最多の32試合に出場し、クラブの1部残留に貢献した。

### レバークーゼン
2012年6月、アウクスブルクへのレンタル移籍満了に伴い、新たにレバークーゼンと3年契約を結び、併せてレバークーゼンへの復帰が決定した。2012-13シーズン前半戦は左サイドバックのミハル・カドレツの長期離脱により出場機会を得る。しかしシーズン途中に加入したセバスティアン・ボエニシュが好パフォーマンスを見せたこともあり徐々に出場機会が減少。結局シーズン通してレギュラーを獲得するまでには至らなかった。

### ヘルタ・ベルリン
レバークーゼンは複数ポジションをこなせるユーティリティー性を評価し残留を望んでいたが、ボランチでの出場を希望していたため移籍を決断。2013年5月、1部に昇格したヘルタ・ベルリンと2017年6月末までの4年契約での完全移籍が発表された。ヘルタ・ベルリンの監督がアウクスブルク時代にともに残留を勝ち取ったヨス・ルフカイで、そのことが移籍を後押しした。ヘルタ・ベルリンでは開幕から1年間ボランチのレギュラーの座を守り、緊急時はセンターバックも務めた。
2014-15シーズンは、開幕当初こそスタメンで起用されていたが、シーズン途中に監督のルフカイが解任されると定位置を失い、左足の怪我もありシーズン終盤は全く出場機会がない苦しいシーズンとなった。

### ブルサスポル
2015年8月27日、トルコ・スュペル・リグのブルサスポルへの1年間の期限付き移籍が発表された。

### シュトゥットガルト
2016年7月25日、ブンデスリーガ2部に降格したVfBシュトゥットガルトへ2018年6月までの2年契約で完全移籍した。シュトゥットガルトではアウクスブルク、ヘルタ・ベルリン時代に続きヨス・ルフカイ監督に師事することとなった。しかしそのルフカイが9月15日に電撃辞任し、後任となったハネス・ヴォルフがチームの若返りを図った上に、細貝自身も右足太もも前の肉離れや右足小指の骨折といった怪我に悩まされ、出場機会を失ってしまった。

### 柏レイソル
2017年3月24日、柏レイソルに加入することで合意したことが発表された。元々小学校の卒業文集に「（将来は）柏レイソルに入る」と書いたほど以前から思い入れがあり、細貝と同じ群馬県出身でかつてレイソルに所属していた大野敏隆に憧れていた経緯もあったという。4月1日、第5節のサンフレッチェ広島戦で移籍後初出場を果たした。

### ブリーラム・ユナイテッド
2018年12月6日、タイ・リーグ1のブリーラム・ユナイテッドFCへの完全移籍が発表された。

### バンコク・ユナイテッド
2019年12月12日、バンコク・ユナイテッドFCへの期限付き移籍が発表された。2020年2月に開幕したタイ・リーグは、新型コロナウイルスの影響による長期中断を挟み大幅に長引いたこともあって、シーズン途中で完全移籍に移行した。2021年5月30日、契約満了により退団することが発表された。

### ザスパクサツ群馬/ザスパ群馬
2021年9月23日、ザスパクサツ群馬への加入が発表された。ザスパクサツ群馬は故郷のクラブであること、細貝がプロデビューした2005年にJリーグ参入を果たしたこともあって気に掛けており、いつかは群馬のためにプレーしたいと考えていたという。また以前から自身のシーズンオフに群馬のホームゲームを訪問し、トークショーやサイン会を行い関係を築いていた。
2022年9月4日の栃木SC戦で、試合終了間際にPKを決めて移籍後初ゴールを決めた。Jリーグでは、浦和在籍時代以来となる10年ぶりのゴールとなった。
2024年10月23日、今シーズン限りでの現役引退を発表した。
同年11月11日、2025シーズンからの社長代行兼GMの就任を発表し、翌2025年4月25日、第22回定時株主総会および取締役会において正式に社長兼GM就任が決定した。。

### 日本代表
U-16から各世代の日本代表を経験しており、2010年8月には2010 FIFAワールドカップ後に再始動した日本代表に初選出され、9月4日に行われた国際親善試合・パラグアイ代表戦にボランチで先発フル出場を果たし、国際Aマッチ初出場を記録した。
2011年1月25日のAFCアジアカップ2011準決勝の韓国代表戦で、延長前半に本田圭佑のPKのこぼれ球を詰めて代表初得点を挙げた。その後もアルベルト・ザッケローニ体制では代表に呼ばれ続けたが、2014年のブラジルワールドカップには攻撃面を重視した選考がなされたためメンバー入りはできなかった。

## 人物
- とても尊敬しているサッカー選手にアンドレア・ピルロとジネディーヌ・ジダンを挙げている[21]。

## 所属クラブ
- 前橋広瀬FC
- 前橋南FC（現：FC前橋南）
- 1999年 - 2001年 FC前橋ジュニアユース
- 2002年 - 2004年 前橋育英高等学校
  - 2004年 浦和レッズ（特別指定選手）
- 2005年 - 2010年 浦和レッズ
- 2011年1月 - 2013年 バイエル・レバークーゼン
  - 2011年1月- 2012年6月 FCアウクスブルク（期限付き移籍）
- 2013年 - 2016年 ヘルタ・ベルリン
  - 2015年 - 2016年 ブルサスポル（期限付き移籍）
- 2016年 - 2017年3月 VfBシュトゥットガルト
- 2017年3月 - 2018年 柏レイソル
- 2019年 - 2020年 ブリーラム・ユナイテッドFC
  - 2020年 バンコク・ユナイテッドFC（期限付き移籍）
- 2020年 - 2021年5月 バンコク・ユナイテッドFC
- 2021年9月 - 2024年 ザスパクサツ群馬 / ザスパ群馬

## 個人成績
| 国内大会個人成績 | 国内大会個人成績   | 国内大会個人成績 | 国内大会個人成績 | 国内大会個人成績 | 国内大会個人成績 | 国内大会個人成績 | 国内大会個人成績 | 国内大会個人成績 | 国内大会個人成績 | 国内大会個人成績 | 国内大会個人成績 |
| 年度             | クラブ             | 背番号           | リーグ           | リーグ戦         | リーグ戦         | リーグ杯         | リーグ杯         | オープン杯       | オープン杯       | 期間通算         | 期間通算         |
| 年度             | クラブ             | 背番号           | リーグ           | 出場             | 得点             | 出場             | 得点             | 出場             | 得点             | 出場             | 得点             |
| 日本             | 日本               | 日本             | 日本             | リーグ戦         | リーグ戦         | リーグ杯         | リーグ杯         | 天皇杯           | 天皇杯           | 期間通算         | 期間通算         |
| ---------------- | ------------------ | ---------------- | ---------------- | ---------------- | ---------------- | ---------------- | ---------------- | ---------------- | ---------------- | ---------------- | ---------------- |
| 2005             | 浦和               | 32               | J1               | 3                | 0                | 2                | 0                | 3                | 0                | 8                | 0                |
| 2006             | 浦和               | 3                | J1               | 2                | 0                | 6                | 0                | 4                | 0                | 12               | 0                |
| 2007             | 浦和               | 3                | J1               | 8                | 0                | 2                | 1                | 1                | 0                | 11               | 1                |
| 2008             | 浦和               | 3                | J1               | 26               | 2                | 4                | 0                | 1                | 0                | 31               | 2                |
| 2009             | 浦和               | 3                | J1               | 31               | 2                | 6                | 0                | 1                | 0                | 38               | 2                |
| 2010             | 浦和               | 3                | J1               | 28               | 1                | 5                | 0                | 1                | 0                | 34               | 1                |
| ドイツ           | ドイツ             | ドイツ           | ドイツ           | リーグ戦         | リーグ戦         | リーグ杯         | リーグ杯         | DFBポカール      | DFBポカール      | 期間通算         | 期間通算         |
| 2010-11          | アウクスブルク     | 7                | ブンデス2部      | 7                | 0                | -                | -                | -                | -                | 7                | 0                |
| 2011-12          | アウクスブルク     | 7                | ブンデス1部      | 32               | 3                | -                | -                | 1                | 0                | 33               | 3                |
| 2012-13          | レバークーゼン     | 14               | ブンデス1部      | 17               | 0                | -                | -                | 2                | 0                | 19               | 0                |
| 2013-14          | ヘルタ・ベルリン   | 7                | ブンデス1部      | 33               | 0                | -                | -                | 1                | 0                | 34               | 0                |
| 2014-15          | ヘルタ・ベルリン   | 7                | ブンデス1部      | 20               | 0                | -                | -                | 2                | 0                | 22               | 0                |
| トルコ           | トルコ             | トルコ           | トルコ           | リーグ戦         | リーグ戦         | トルコ杯         | トルコ杯         | オープン杯       | オープン杯       | 期間通算         | 期間通算         |
| 2015-16          | ブルサスポル       | 21               | スュペル・リグ   | 20               | 0                | -                | -                | -                | -                | 20               | 0                |
| ドイツ           | ドイツ             | ドイツ           | ドイツ           | リーグ戦         | リーグ戦         | リーグ杯         | リーグ杯         | DFBポカール      | DFBポカール      | 期間通算         | 期間通算         |
| 2016-17          | シュトゥットガルト | 7                | ブンデス2部      | 10               | 0                | -                | -                | 0                | 0                | 10               | 0                |
| 日本             | 日本               | 日本             | 日本             | リーグ戦         | リーグ戦         | リーグ杯         | リーグ杯         | 天皇杯           | 天皇杯           | 期間通算         | 期間通算         |
| 2017             | 柏                 | 37               | J1               | 14               | 0                | 5                | 0                | 3                | 0                | 22               | 0                |
| 2018             | 柏                 | 37               | J1               | 8                | 0                | 0                | 0                | 1                | 0                | 9                | 0                |
| タイ             | タイ               | タイ             | タイ             | リーグ戦         | リーグ戦         | リーグ杯         | リーグ杯         | FA杯             | FA杯             | 期間通算         | 期間通算         |
| 2019-20          | ブリーラムU        | 7                | タイ1部          | 27               | 0                |                  |                  |                  |                  | 27               | 0                |
| 2020-21          | バンコクU          | 7                | タイ1部          | 28               | 1                |                  |                  |                  |                  | 28               | 1                |
| 日本             | 日本               | 日本             | 日本             | リーグ戦         | リーグ戦         | リーグ杯         | リーグ杯         | 天皇杯           | 天皇杯           | 期間通算         | 期間通算         |
| 2021             | 群馬               | 33               | J2               | 6                | 0                | -                | -                | -                | -                | 6                | 0                |
| 2022             | 群馬               | 33               | J2               | 20               | 1                | -                | -                | 0                | 0                | 20               | 1                |
| 2023             | 群馬               | 33               | J2               | 7                | 0                | -                | -                | 1                | 0                | 8                | 0                |
| 2024             | 群馬               | 33               | J2               | 4                | 0                | 1                | 0                | 1                | 1                | 6                | 1                |
| 通算             | 日本               | 日本             | J1               | 120              | 5                | 30               | 1                | 15               | 0                | 165              | 6                |
| 通算             | 日本               | 日本             | J2               | 37               | 1                | 1                | 0                | 2                | 1                | 40               | 2                |
| 通算             | ドイツ             | ドイツ           | ブンデス1部      | 102              | 3                | -                | -                | 6                | 0                | 108              | 3                |
| 通算             | ドイツ             | ドイツ           | ブンデス2部      | 17               | 0                | -                | -                | -                | -                | 17               | 0                |
| 通算             | トルコ             | トルコ           | スュペル・リグ   | 20               | 0                | -                | -                | -                | -                | 20               | 0                |
| 通算             | タイ               | タイ             | 1部              | 55               | 1                | -                | -                | -                | -                | 55               | 1                |
| 総通算           | 総通算             | 総通算           | 総通算           | 351              | 10               | 31               | 1                | 23               | 1                | 405              | 12               |

- 2004年は特別指定選手として在籍

その他の公式戦
- 2006年
  - スーパーカップ 1試合0得点

| 国際大会個人成績 | 国際大会個人成績 | 国際大会個人成績 | 国際大会個人成績 | 国際大会個人成績 | 国際大会個人成績 | 国際大会個人成績 |
| 年度             | クラブ           | 背番号           | 出場             | 得点             | 出場             | 得点             |
| AFC              | AFC              | AFC              | ACL              | ACL              | クラブW杯        | クラブW杯        |
| ---------------- | ---------------- | ---------------- | ---------------- | ---------------- | ---------------- | ---------------- |
| 2007             | 浦和             | 3                | 5                | 0                | 3                | 0                |
| 2008             | 浦和             | 3                | 3                | 1                | -                | -                |
| UEFA             | UEFA             | UEFA             | UEFA EL          | UEFA EL          | UEFA CL          | UEFA CL          |
| 2012-13          | レバークーゼン   | 14               | 4                | 0                | -                | -                |
| AFC              | AFC              | AFC              | ACL              | ACL              | クラブW杯        | クラブW杯        |
| 2018             | 柏               | 37               | 1                | 0                | -                | -                |
| 通算             | AFC              | AFC              | 9                | 1                | 3                | 0                |
| 通算             | UEFA             | UEFA             | 4                | 0                | -                | -                |

その他の国際公式戦
- 2007年
  - A3チャンピオンズカップ 2試合0得点

出場歴
- Jリーグ初出場 - 2005年4月9日 J1第7節・ガンバ大阪戦（埼玉スタジアム2002）
- 公式戦初得点 - 2007年7月14日 ナビスコカップ・ガンバ大阪戦（万博記念競技場）
- Jリーグ初得点 - 2008年10月26日 J1第30節・アルビレックス新潟戦（東北電力ビッグスワンスタジアム）
- A代表初出場 - 2010年9月4日 キリンチャレンジカップ・パラグアイ代表戦（日産スタジアム）[1]
- A代表初得点 - 2011年1月25日 AFCアジアカップ2011・韓国代表戦（アル・ガラファ・スタジアム）[1]
- ブンデスリーガ初出場 - 2011年8月14日 第2節・1.FCカイザースラウテルン戦（フリッツ・ヴァルター・シュタディオン）
- ブンデスリーガ初得点 - 2011年9月9日 第5節・バイエル・レバークーゼン戦（インパルス・アレーナ）
- スュペル・リグ初出場 - 2015年8月29日 第3節・ vsイスタンブール・バシャクシェヒルFK戦（バシャクシェヒル・ファティ・テリム・スタデュム）
- タイ・リーグ初出場 - 2019年3月10日 第3節・プラチュワップFC戦（チャーン・アリーナ）
- タイ・リーグ初得点 - 2020年2月29日 第4節・チェンライ・ユナイテッドFC戦（タンマサート・スタジアム）

## タイトル

### クラブ
浦和レッズ
- J1リーグ：1回（2006年）
- 天皇杯全日本サッカー選手権大会：2回（2005年、2006年）
- FUJI XEROX SUPER CUP：1回（2006年）
- AFCチャンピオンズリーグ：1回（2007年）

### 代表
日本代表
- AFCアジアカップ：1回（2011年）

### 個人
- タイ・リーグ1月間MVP：1回（2020年2月）

## 代表歴

### 出場歴
- U-16日本代表
  - 2002年 AFC U-17選手権2002
- U-21日本代表
- U-22日本代表
- U-23日本代表
  - 2006年 カタール・アジア競技大会(2次リーグ敗退)
  - 2007年 北京オリンピックアジア二次予選・最終予選
  - 2008年 北京オリンピック (グループリーグ敗退)
- 日本代表
  - 2011年 AFCアジアカップ2011 (優勝)
  - 2013年 FIFAコンフェデレーションズカップ2013 (グループリーグ敗退)

### 試合数
- 国際Aマッチ 30試合1得点（2010年 - 2014年）[1]

| 日本代表 | 国際Aマッチ | 国際Aマッチ |
| 年       | 出場        | 得点        |
| -------- | ----------- | ----------- |
| 2010     | 3           | 0           |
| 2011     | 7           | 1           |
| 2012     | 8           | 0           |
| 2013     | 7           | 0           |
| 2014     | 5           | 0           |
| 通算     | 30          | 1           |

### 出場
| No. | 開催日         | 開催都市       | スタジアム                                         | 対戦国                 | 結果        | 監督                     | 大会                                    |
| --- | -------------- | -------------- | -------------------------------------------------- | ---------------------- | ----------- | ------------------------ | --------------------------------------- |
| 1.  | 2010年9月4日   | 横浜           | 日産スタジアム                                     | パラグアイ             | ○1-0        | 原博実                   | キリンチャレンジカップ2010              |
| 2.  | 2010年9月7日   | 大阪           | 長居陸上競技場                                     | グアテマラ             | ○2-1        | 原博実                   | キリンチャレンジカップ2010              |
| 3.  | 2010年10月12日 | ソウル         | ソウルワールドカップ競技場                         | 韓国                   | △0-0        | アルベルト・ザッケローニ | 国際親善試合                            |
| 4.  | 2011年1月13日  | ドーハ         | カタールSCスタジアム                               | シリア                 | ○2-1        | アルベルト・ザッケローニ | AFCアジアカップ2011                     |
| 5.  | 2011年1月25日  | ドーハ         | サーニー・ビン・ジャーシム・スタジアム             | 韓国                   | ○2-2(PK3-0) | アルベルト・ザッケローニ | AFCアジアカップ2011                     |
| 6.  | 2011年6月1日   | 新潟           | 東北電力ビッグスワンスタジアム                     | ペルー                 | △0-0        | アルベルト・ザッケローニ | キリンカップサッカー2011                |
| 7.  | 2011年8月10日  | 札幌           | 札幌ドーム                                         | 韓国                   | ○3-0        | アルベルト・ザッケローニ | キリンチャレンジカップ2011              |
| 8.  | 2011年10月7日  | 神戸           | ホームズスタジアム神戸                             | ベトナム               | ○1-0        | アルベルト・ザッケローニ | キリンチャレンジカップ2011              |
| 9.  | 2011年10月11日 | 大阪           | 長居陸上競技場                                     | タジキスタン           | ○8-0        | アルベルト・ザッケローニ | 2014 FIFAワールドカップ・アジア3次予選  |
| 10. | 2011年11月15日 | 平壌           | 金日成競技場                                       | 朝鮮民主主義人民共和国 | ●0-1        | アルベルト・ザッケローニ | 2014 FIFAワールドカップ・アジア3次予選  |
| 11. | 2012年5月23日  | 袋井           | 静岡県小笠山総合運動公園スタジアム                 | アゼルバイジャン       | ○2-0        | アルベルト・ザッケローニ | キリンチャレンジカップ2012              |
| 12. | 2012年6月3日   | さいたま       | 埼玉スタジアム2002                                 | オマーン               | ○3-0        | アルベルト・ザッケローニ | 2014 FIFAワールドカップ・アジア最終予選 |
| 13. | 2012年8月15日  | 札幌           | 札幌ドーム                                         | ベネズエラ             | △1-1        | アルベルト・ザッケローニ | キリンチャレンジカップ2012              |
| 14. | 2012年9月6日   | 新潟           | 東北電力ビッグスワンスタジアム                     | アラブ首長国連邦       | ○1-0        | アルベルト・ザッケローニ | キリンチャレンジカップ2012              |
| 15. | 2012年9月11日  | さいたま       | 埼玉スタジアム2002                                 | イラク                 | ○1-0        | アルベルト・ザッケローニ | 2014 FIFAワールドカップ・アジア最終予選 |
| 16. | 2012年10月12日 | サン＝ドニ     | スタッド・ド・フランス                             | フランス               | ○1-0        | アルベルト・ザッケローニ | 国際親善試合                            |
| 17. | 2012年10月16日 | ヴロツワフ     | スタディオン・ヴロツワフ                           | ブラジル               | ●0-4        | アルベルト・ザッケローニ | 国際親善試合                            |
| 18. | 2012年11月14日 | オマーン       | スルタン・カーブース・スポーツコンプレックス       | オマーン               | ○2-1        | アルベルト・ザッケローニ | 2014 FIFAワールドカップ・アジア最終予選 |
| 19. | 2013年2月6日   | 神戸           | ホームズスタジアム神戸                             | ラトビア               | ○3-0        | アルベルト・ザッケローニ | キリンチャレンジカップ2013              |
| 20. | 2013年5月30日  | 豊田           | 豊田スタジアム                                     | ブルガリア             | ●0-2        | アルベルト・ザッケローニ | キリンチャレンジカップ2013              |
| 21. | 2013年6月11日  | ドーハ         | グランド・ハマド・スタジアム                       | イラク                 | ○1-0        | アルベルト・ザッケローニ | 2014 FIFAワールドカップ・アジア最終予選 |
| 22. | 2013年6月15日  | ブラジリア     | エスタジオ・ナシオナル・デ・ブラジリア             | ブラジル               | ●0-3        | アルベルト・ザッケローニ | FIFAコンフェデレーションズカップ2013    |
| 23. | 2013年6月22日  | ベロオリゾンテ | エスタジオ・ゴベルナドール・マガリャンイス・ピント | メキシコ               | ●1-2        | アルベルト・ザッケローニ | FIFAコンフェデレーションズカップ2013    |
| 24. | 2013年10月11日 | ノヴィ・サド   | スタディオン・カラジョルジェ                       | セルビア               | ●0-2        | アルベルト・ザッケローニ | 国際親善試合                            |
| 25. | 2013年11月19日 | ブリュッセル   | ボードゥアン国王競技場                             | ベルギー               | ○3-2        | アルベルト・ザッケローニ | 国際親善試合                            |
| 26. | 2014年3月5日   | 新宿           | 国立霞ヶ丘競技場陸上競技場                         | ニュージーランド       | ○4-2        | アルベルト・ザッケローニ | キリンチャレンジカップ2014              |
| 27. | 2014年9月5日   | 札幌           | 札幌ドーム                                         | ウルグアイ             | ●0-2        | ハビエル・アギーレ       | キリンチャレンジカップ2014              |
| 28. | 2014年9月9日   | 横浜           | 横浜国際総合競技場                                 | ベネズエラ             | ○3-0        | ハビエル・アギーレ       | キリンチャレンジカップ2014              |
| 29. | 2014年10月10日 | 新潟           | デンカビックスワンスタジアム                       | ジャマイカ             | ○1-0        | ハビエル・アギーレ       | キリンチャレンジカップ2014              |
| 30. | 2014年10月14日 | カラン         | シンガポール・ナショナルスタジアム                 | ブラジル               | ●0-4        | ハビエル・アギーレ       | 国際親善試合                            |

### ゴール
| #  | 開催年月日    | 開催地 | 対戦国 | 勝敗        | 試合概要            |
| -- | ------------- | ------ | ------ | ----------- | ------------------- |
| 1. | 2011年1月25日 | ドーハ | 韓国   | △2-2(PK3-0) | AFCアジアカップ2011 |